# Gregor Buß
Gregor Buß (* 1979 in Bocholt) ist ein deutscher Theologe und seit 2021 Professor für Katholische Theologie an der Katholischen Hochschule Nordrhein-Westfalen.

## Leben

### Studium
Gregor Buß absolvierte nach seinem Abitur ein freiwilliges Jahr in Israel. Danach studierte er Katholische Theologie und Englisch an der Westfälischen Wilhelms-Universität Münster. 2000/2001 war er zu einem Gaststudium an der Hebräischen Universität Jerusalem in Judaistik und Philosophie. 2006 erhielt er das Diplom für Katholische Theologie und das Staatsexamen für Religionsunterricht und Englisch an der Universität Münster. Danach begann er ein Promotionsstudium an der Karls-Universität Prag. 2009 wurde er dort Lizentiat für Katholische Theologie und promovierte 2010 im Fach Katholische Ethik über katholische Priester bei der Staatssicherheit in der DDR.

### Wissenschaftliche Tätigkeiten
Seit 2010 war Gregor Buß wissenschaftlicher Mitarbeiter am Institut für Weltkirche und Mission an der Philosophisch-Theologischen Hochschule St. Georgen in Frankfurt am Main.
2012 übernahm er eine Lehrstuhlvertretung für Missionswissenschaften und außereuropäische Theologien an der Katholisch-Theologischen Fakultät der Universität Münster.
Ab 2013 war er Referent für Missionsfragen, interreligiösen Dialog und Afrika beim Sekretariat der Deutschen Bischofskonferenz.
Seit 2015 war Gregor Buß Postdoc-Fellow der Martin Buber Society an der Hebräischen Universität in Jerusalem bei einem Forschungsprojekt zur interkulturellen Ethik. 2017 lehrte er dort als Gastdozent. Ab etwa 2019 war er Akademischer Direktor am Bat Kol Christian Center for Jewish Studies im Kloster Ratisbonne in Jerusalem.
Seit 2020 war Gregor Buß wissenschaftlicher Mitarbeiter am Lehrstuhl für Abrahamitische Religionen an der Theologischen Fakultät der Universität Trier, mit dem Schwerpunkt Islam und interreligiöser Dialog.
Seit 2021 ist er Professor für Katholische Theologie, Anthropologie, Ethik und Soziallehre an der Katholischen Hochschule Nordrhein-Westfalen in Paderborn.

## Publikationen (Auswahl)
Gregor Buß publizierte Texte zu verschiedenen theologischen Themenbereichen in deutscher, tschechischer und englischer Sprache. Er übersetzte außerdem einzelne Texte aus dem Hebräischen, Englischen und Tschechischen.
Als Autor:
- Die Mischna: Pea.  Feldecke. Textkritische Ausgabe mit deutscher Übersetzung und Kommentar, Lee Achim, Jerusalem, 2008.
- Identität – Religion – Moderne. Charles Taylors Kritik des säkularen Zeitalters in Auseinandersetzung mit Stanley Hauerwas und Jeffrey Stout. Lit,  Münster 2009.
- Katholische Priester und Staatssicherheit. Historischer Hintergrund und ethische Reflexion. Aschendorff, Münster 2017.

Als Herausgeber:
- StB a církev [Staatssicherheit und Kirche]. Salve 21, 2011/1, Prag.
- Je Bůh? Ateismus I [Gibt es Gott? Atheismus I]. Salve 22, 2012/1, Prag.
- Neue Räume öffnen. Mission und Säkularisierungen weltweit. Pustet, Regensburg 2013, mit Markus Luber.
- Responses of the Catholic Church to HIV and AIDS in Africa: Lessons Learned. Sekretariat der Deutschen Bischofskonferenz, Bonn 2015, mit Klaus Fischer u. a.

## Ehrungen
- 2011: Erich-Kleineidam-Preis der Katholischen Fakultät der Universität Erfurt, für seine Dissertation über katholische Priester bei der Staatssicherheit[3]